# Integrated Taxonomic Information System
Integrated Taxonomic Information System, ITIS, är en nordamerikansk samarbetsorganisation som samlar och presenterar taxonomisk information om växter, djur, svampar och mikrober, framför allt rörande arter i Nordamerika, men även i resten av världen. ITIS hette från början Interagency Taxonomic Information System och var ursprungligen en organisation för främjande av samarbete mellan olika amerikanska federala myndigheter, men har nu breddats med deltagande av myndigheter i Kanada och Mexiko. ITIS har också varit en av initiativtagarna till det breda internationella projektet Catalogue of Life. Målet är att skapa en lättillgänglig databas med pålitlig information om taxon och deras vetenskapliga klassificering och biologiska systematik, bland annat för att understödja forskning kring biodiversitetsinformatik.

## Referensdatabas
ITIS tillhandahåller en automatiserad referensdatabas över vetenskapliga namn på underarter och andra, högre taxon. Databasen ställer också trivialnamn på de största språken i Nord- och Sydamerika till allmänhetens förfogande, det vill säga namn på engelska, franska, portugisiska och spanska. Den 12 januari 2012 omfattade databasen 609 000 namn på olika taxon. Cirka 210 000 av dessa övertogs från National Oceanographic Data Center redan vid starten av ITIS, medan överskjutande del har insamlats och systematiserats sedan dess. Data som hämtas ur ITIS anses vara offentlig information, och får fritt kopieras och vidaredistribueras om man citerar ITIS som ursprunglig källa.

## Catalogue of Life
Tillsammans med sin internationella samarbetspartner Species 2000 samlar ITIS taxonomisk information om alla världens arter, i syfte att sammanställa dem i en fullständig katalog över alla kända organismer på jorden under namnet Catalogue of Life. Den fjortonde upplagan av katalogen gavs ut i maj 2014 och innehåller 1 578 063 arter, vilket motsvarar lite över 75 % av de uppskattningsvis sammanlagt 1,9 miljoner arter som finns vetenskapligt beskrivna. Ytterst är målsättningen, när arbetet är klart, att ge ut materialet under namnet Encyclopedia of Life. I den skall inte bara vetenskapliga namn, referenser och auktorsnamn inrymmas, utan även stillbilder, video, ljud, grafer och liknande. Utrymme skall också ges för de nya arter som hela tiden uppkommer och beskrivs.